# 摩根·沃伦
摩根·科尔·沃伦（英語：Morgan Cole Wallen，1993年5月13日—）是美国乡村音乐歌手和词曲作者。2014年，他参加了《美國之聲》第六季比赛，最初加入亚瑟小子队，后来转到了亞當·列維队；他在淘汰赛中未能晋级，被淘汰后签约了Panacea唱片。之后，他于2015年发布了出道首秀《Stand Alone》EP。
2016年，沃伦签约了Big Loud唱片，后于2018年发布了他的首张专辑《If I Know Me》。这张专辑收录〈Up Down〉〈Whiskey Glasses〉〈Chasin' You〉等单曲，并登顶公告牌乡村专辑榜。此后，沃伦在TikTok上逐渐出名。沃伦的第二张专辑《Dangerous: The Double Album》于2021年1月发布，收录〈More Than My Hometown〉〈7 Summers〉〈Wasted on You〉等单曲。专辑大获成功，在公告牌二百强专辑榜空降冠军十周，成为自1987年惠特尼·休斯顿专辑《惠妮》以来首张达到如此成绩的专辑，亦是榜单首张空降冠军超过七周的乡村专辑。沃伦的第三张专辑《One Thing at a Time》于2023年3月发布，其中单曲〈Last Night〉成为美国热门单曲，在公告牌百强单曲榜夺冠16周。
沃伦本人争议重重。2020年5月，他被位于纳什维尔的摇滚小子餐馆赶出，因扰乱治安被捕。10月，沃伦被拍到不遵守NBC的2019冠状病毒病防疫规范，因而缺席了原定的《週六夜現場》的表演。2021年2月，沃伦被拍到说种族侮辱语言，这导致他的唱片公司停止其工作，他的歌曲也被全美主要的电台网络下架。尽管此事引起了极大的争议，他歌曲的商业成绩却在此之后激增。

## 早年生活
摩根·沃伦于1993年5月13日出生于田纳西州斯尼德维尔，他的父母是汤米和莱丝莉·沃伦。沃伦在童年时上过钢琴和小提琴课，他在大学时希望日后能打棒球，但是由于手肘受伤，他选择了音乐生涯。

## 演艺生涯

### 2014—2018年：事业起步
2014年，沃伦参加了《美國之聲》第六季比赛。他最初加入亚瑟小子队，后来转到了亞當·列維队。他在淘汰赛中未能晋级。沃伦在加利福尼亚州参加《美国之声》期间，和Atom Smash乐队的塞尔希奥·桑切斯共事。桑切斯把沃伦介绍给了Panacea唱片的比尔·雷（Bill Ray）和保罗·崔斯特。2015年，沃伦签约Panacea唱片，并在8月24日发行了EP《Stand Alone》，多米尼克·弗罗斯特担任吉他手参与制作。〈Spin You Around〉是沃伦出道以来首支单曲，并在2021年4月21日被美国唱片业协会（RIAA）认证为金单曲。同年，沃伦的经纪人德克·海姆萨斯，向Big Loud Shirt的赛斯·英格兰送去了沃伦的Demo。英格兰让沃伦向自己的同事试唱，之后他们签下了沃伦。
2016年，沃伦签约了Big Loud唱片，并发表了在该公司的首支单曲〈The Way I Talk〉。他参与创作了A Thousand Horses乐队的单曲〈Preachin' to the Choir〉。2017年4月，沃伦发布〈The Way I Talk〉的MV。2017年，沃伦与佛乔航线和乔丹·施密特共同创作了傑森·奧爾迪恩的单曲〈You Make It Easy〉。

### 2018—2019年：《If I Know Me》

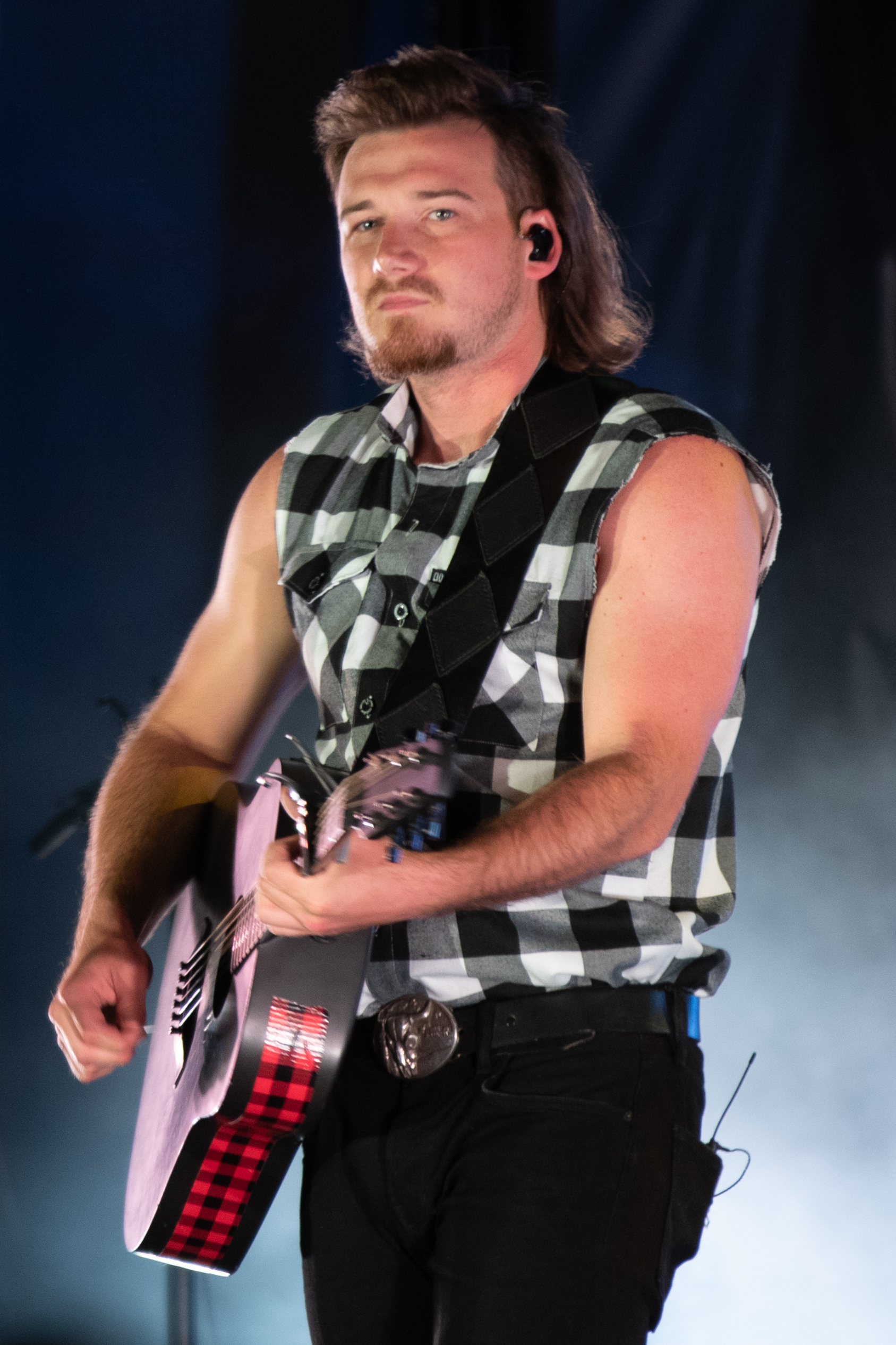
沃伦2019年的表演

2018年4月27日，沃伦发布了首张专辑《If I Know Me》。此专辑中歌曲〈Up Down〉与佛乔航线合唱，在公告牌百强单曲榜上最高达到16位。7月30日，沃伦以单曲形式发表专辑中歌曲〈Whiskey Glasses〉，这首歌在2019年6月登顶公告牌乡村音乐电台榜，并成为公告牌榜单2019年最热乡村歌曲和最热乡村电台歌曲。2018年12月3日，沃伦在《WWE Raw》的一集中亮相。2019年7月，沃伦以单曲形式发表专辑中歌曲〈Chasin' You〉。他还参与了达拉斯·史密斯的〈The Fall〉的写作。2020年8月，《If I Know Me》专辑登顶公告牌乡村专辑榜，登顶前此专辑已在榜114周，打破该榜单最长时间登顶的记录。
沃伦在他的职业生涯之初，转变了个人风格，改用鲻鱼头造型。沃伦是在看到他父亲年轻时剪过的照片后决定采用这种复古发型的。并且，沃伦在抖音等平台上的人气越来越高。

### 2020年至今：《Dangerous》和《One Thing at a Time》
2020年5月27日，沃伦发布了〈More Than My Hometown〉作为他下一张录音室专辑的先行曲。8月14日，沃伦发布了单曲〈7 Summers〉，这首歌也打破了乡村歌曲在Apple Music发布首日收听数的记录；这首歌在公告牌百强单曲榜空降第六名，这也是这首歌的最高排名，也是他在此榜上第一首进入前十的歌曲。这首歌被《时代》杂志选为2020年最佳歌曲之一。11月11日，沃伦宣布他第二张专辑叫做《Dangerous: The Double Album》，将于翌年1月8日发布。
《Dangerous: The Double Album》这张专辑空降美国公告牌二百强专辑榜和加拿大专辑榜冠军。这张专辑初期在加拿大榜上连冠四周，在美国榜上连冠七周，成为公告牌二百强专辑榜创始64年来唯一一张空降冠军达到七周的乡村专辑。沃伦登上了《公告牌》杂志封面，杂志配文到“摩根·沃伦会是乡村音乐界下一颗国际巨星吗？”。沃伦在专辑发行次周成为了首位能在公告牌热门乡村歌曲榜上前十占六的艺人（这六首歌分别是〈Wasted on You〉〈More Than My Hometown〉〈Somebody's Problem〉〈7 Summers〉〈Sand in My Boots〉和〈Warning〉）。专辑中有23首歌登上加拿大百强单曲榜，19首登上美国告示牌百强单曲榜。沃伦在2月上旬被曝出说种族侮辱语言的丑闻，但他的歌曲热度不减。丑闻曝光次周，专辑销量迎来激增，二月第一周实体和数字专辑销售量增长超过100%。2月13日，沃伦本人仍然是公告牌艺人榜的冠军，新专辑仍然蝉联公告牌二百强专辑榜冠军，同时首专《If I Know Me》也首次进入前十。《Dangerous》之后继续蝉联榜单冠军，最终空降冠军十周，成为自1987年惠特尼·休斯顿专辑《惠妮》以来首张达到如此成绩的专辑。沃伦在2021年8月以单曲形式重新发表〈Sand in My Boots〉，这首歌重新回到乡村音乐电台。2021年12月，沃伦与说唱歌手利爾·杜爾克合唱〈Broadway Girls〉，是沃伦自丑闻之后第一首新歌。
沃伦的第三张录音室专辑《One Thing at a Time》于2023年3月3日发行。专辑发行后热度空前：专辑中所有36首歌曲全数登上告示牌百强单曲榜，打破一周内艺人上榜歌曲数量的记录；专辑中单曲〈Last Night〉成为美国热门单曲，在公告牌百强单曲榜夺冠16周。

## 争议
2020年5月，沃伦在纳什维尔的摇滚小子牛排馆外因公共场合醉酒和扰乱治安被捕。他在社交媒体上就此事道歉。
2020年10月，2019冠状病毒病疫情期间，TikTok上发布有沃伦在阿拉巴马州塔斯卡卢萨的酒吧参与聚会的视频，他在社交媒体上受到猛烈抨击。这场聚会举办于3日，阿拉巴马队与德克萨斯A&M队的橄榄球比赛之后；10日沃伦行将参加在《週六夜現場》的首秀。视频中，沃伦没戴口罩、没有保持社交距离、在家居派对中唱歌，还亲吻女性。7日，沃伦表示《周六夜现场》的制作人因为他违反新冠防疫规范而推迟其演出。他之后作为音乐嘉宾参加了12月5日播出的节目，并且在一出讽刺自己违反防疫规范的情景剧中登场。
2021年2月2日，TMZ发布了1月31日拍摄的一段视频，视频中沃伦在和其朋友回纳什维尔的家时使用了“黑鬼”一词。沃伦随后为自己使用种族侮辱语言道歉。此次事件导致天狼星XM、iHeartRadio、Entercom（现为Audacy）、Cumulus和Townsquare暂时在其电台网络停止播出沃伦的歌曲，Apple Music、Pandora、Spotify从官方推荐播放列表中移除其歌曲和宣传图，但是Spotify在一周后把其歌曲重新加入播放列表。CMT和乡村音乐协会（CMA）的平台删除了沃伦的信息，沃伦所属的唱片公司Big Loud和合作伙伴Republic无限期暂停与其的合约。2月3日，乡村音乐学院取消了沃伦本人和专辑参选第56届乡村音乐学院奖的资格。10日，沃伦录制了道歉视频，视频中他叫粉丝不要为他辩护。同日，〈Cover Me Up〉的原唱杰森·伊斯贝尔宣布他会将因沃伦翻唱所得的版税全数捐给美国全国有色人种协进会（NAACP）。尽管沃伦遭受争议与抵制，他的歌曲仍然流行，专辑销量在此事后大增，最终成为了2021年美国最畅销专辑。7月23日，沃伦在《早安美國》说“当时和朋友在一起，（我们）一起说了蠢话”，他表示他说这些话是“错误的”，并承诺对一些黑人慈善机构捐赠50万美元，并点名黑人音乐行动联盟（BMAC）为其中一家。9月，《滚石》杂志网站发文质疑沃伦并未履约，BMAC称仅收到16.5万美元，杂志另外联系的56家机构均称未收到沃伦的捐款。而后，今日美國网站报道称，沃伦在4月以20位在此事后劝告他的人的名义向BMAC捐了30万美元，每人可以把各自的1.5万美元留在BMAC或者送给其他慈善机构，唱片公司在5月亦捐赠10万美元给其他机构；2022年1月网站更新报道称沃伦已捐赠完最后的10万美元。沃伦被提名2021年全美音樂獎的最受欢迎乡村男艺人和最受欢迎乡村专辑奖，但是没有受邀参加颁奖典礼；如果他获奖，也不能接受相应奖项；但是他没有获奖。沃伦和欧内斯特于2022年1月在Grand Ole Opry表演后者的单曲〈Flower Shops〉。这场演出随即被粉丝和其他音乐人批评，尤其是因为Grand Ole Opry六个月之前在推特发表过抵制种族歧视的声明。
2024年4月7日，沃伦在纳什维尔的一间酒吧屋顶上扔出一把椅子。这间酒吧由乡村音乐歌手埃里克·彻奇开办，两天前开张；椅子险些砸到楼下的数名警员。沃伦因此被捕，被控三项鲁莽危害他人的重罪和一项扰乱治安的轻罪。沃伦此后道歉。

## 音乐作品
专辑
- 《If I Know Me（英语：If I Know Me (album)）》（2018年）
- 《Dangerous: The Double Album（英语：Dangerous: The Double Album）》（2021年）
- 《One Thing at a Time（英语：One Thing at a Time）》（2023年）

EP
- 《Stand Alone》（2015年）
- 《The Way I Talk》（2016年）
- 《Morgan Wallen》（2018年）

## 奖项和提名
| 年份 | 奖项              | 类别                 | 被提名者                                             | 结果 | 参考资料 |
| ---- | ----------------- | -------------------- | ---------------------------------------------------- | ---- | -------- |
| 2019 | CMT音乐奖         | 年度突破音乐视频     | 〈Whiskey Glasses〉                                  | 提名 | [ 67 ]   |
| 2019 | 鄉村音樂協會獎    | 年度新艺人           |                                                      | 提名 | [ 68 ]   |
| 2020 | 乡村音乐学院奖    | 年度男新人           |                                                      | 提名 | [ 69 ]   |
| 2020 | 乡村音乐协会奖    | 年度新人             |                                                      | 獲獎 | [ 70 ]   |
| 2020 | iHeartRadio音乐奖 | 年度乡村歌曲         | 〈Whiskey Glasses〉                                  | 提名 | [ 71 ]   |
| 2020 | iHeartRadio音乐奖 | 最佳乡村新艺人       |                                                      | 獲獎 | [ 71 ]   |
| 2020 | 公告牌音乐奖      | 最佳乡村歌曲         | 〈Whiskey Glasses〉                                  | 提名 | [ 72 ]   |
| 2020 | 公告牌音乐奖      | 最佳乡村专辑         | 《If I Know Me》                                     | 提名 | [ 72 ]   |
| 2020 | CMT音乐奖         | 年度最佳男子音乐视频 | 〈Chasin You' (Dream Video)〉                        | 提名 | [ 73 ]   |
| 2020 | 全美音乐奖        | 最受欢迎乡村男艺人   |                                                      | 提名 | [ 74 ]   |
| 2020 | 全美音乐奖        | 最受欢迎乡村专辑     | 《If I Know Me》                                     | 提名 | [ 74 ]   |
| 2021 | 公告牌音乐奖      | 最佳畅销歌曲歌手     |                                                      | 提名 | [ 75 ]   |
| 2021 | 公告牌音乐奖      | 最佳乡村歌手         |                                                      | 獲獎 | [ 75 ]   |
| 2021 | 公告牌音乐奖      | 最佳乡村男歌手       |                                                      | 獲獎 | [ 75 ]   |
| 2021 | 公告牌音乐奖      | 最佳乡村专辑         | 摩根·沃伦，《Dangerous: The Double Album》           | 獲獎 | [ 75 ]   |
| 2021 | 公告牌音乐奖      | 最佳乡村歌曲         | 摩根·沃伦，〈Chasin' You〉                           | 提名 | [ 75 ]   |
| 2021 | 乡村音乐协会奖    | 年度专辑             | 《Dangerous: The Double Album》                      | 提名 | [ 76 ]   |
| 2021 | 全美音乐奖        | 最受欢迎乡村男艺人   |                                                      | 提名 | [ 77 ]   |
| 2021 | 全美音乐奖        | 最受欢迎乡村专辑     | 《Dangerous: The Double Album》                      | 提名 | [ 77 ]   |
| 2021 | Country Now奖     | 最受欢迎男艺人       |                                                      | 獲獎 | [ 78 ]   |
| 2021 | Country Now奖     | 最受欢迎专辑         | 《Dangerous: The Double Album》                      | 獲獎 | [ 78 ]   |
| 2022 | 乡村音乐学院奖    | 年度专辑             | 《Dangerous: The Double Album》                      | 獲獎 | [ 79 ]   |
| 2022 | 乡村音乐学院奖    | 年度歌曲             | 摩根·沃伦、乔希·奥斯本、尚恩·麦卡纳利，〈7 Summers〉 | 提名 | [ 79 ]   |
| 2022 | 乡村音乐学院奖    | 年度男艺人           |                                                      | 提名 | [ 79 ]   |